# Erk
Erk là một thị trấn thuộc hạt Heves, Hungary. Thị trấn này có diện tích 21,68 km², dân số năm 2010 là 899 người, mật độ 41 người/km².